# Cine de capa y espada

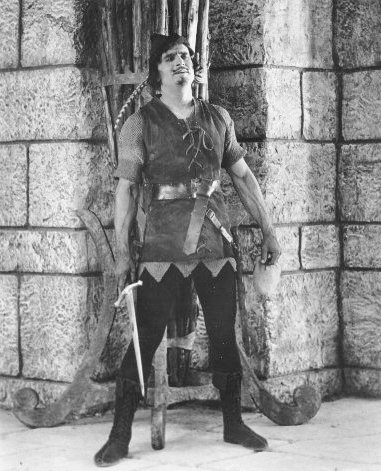
Douglas Fairbanks como Robin Hood, 1922

El cine de capa y espada es un subgénero del género del cine de aventuras, a menudo caracterizado por combates de esgrima y por personajes heroicos y aventureros, conocidos como héroes de capa y espada (swashbucklers, término en inglés referido originalmente a espadachines extravagantes). Es también típico del subgénero que hechos históricos reales ocupan con frecuencia un lugar destacado en la trama, que las nociones morales del bien y el mal son claramente diferentes, que los personajes heroicos son claramente heroicos y que incluso los villanos tienden a tener un código de honor (aunque no sea siempre este el caso). También suelen incluir una damisela en apuros y elementos románticos.

## Historia
Desde los comienzos del cine, la era del cine mudo estuvo llena de héroes de capa y espada. Las más famosas de estas películas fueron las de Douglas Fairbanks, tales como La marca del Zorro (1920), que definieron el género. Las historias eran tomadas de novelas románticas, particularmente las de Alejandro Dumas y Rafael Sabatini. También era parte importante de su fórmula el uso de música triunfante y emocionante. Las películas de capa y espada pueden dividirse en tres grandes ciclos de películas: el período de Douglas Fairbanks entre 1920 y 1929, el período de Errol Flynn, entre 1935 y 1941, y un período en la década de 1950 encabezada por películas como Ivanhoe (1952) y The Master of Ballantrae (1953), así como por la popularidad de la serie de televisión británica Las aventuras de Robin Hood (1955 – 1959). Las adaptaciones hechas por Richard Lester de las obras de Dumas revivieron el género en la década de 1970.

## Héroes de capa y espada
El término en inglés «swashbuckler» proviene de los bulliciosos peleadores que cargaban espada y broquel (en inglés, «buckler», un pequeño escudo). El término «swashbuckler» era un insulto, empleado para referirse a un mal espadachín que tapaba su falta de habilidad con la espada haciendo ruido, alardeos y reclamos bulliciosos. En la literatura, y luego en Hollywood, la connotación de la palabra se alteró para hacer referencia al héroe de la trama, un fanfarrón que si bien es bocón es también bueno. Puesto que no existe traducción exacta al español, el género (y por extensión sus protagonistas) suele referirse como género de capa y espada.
Jeffrey Richards afirma que el género puede caracterizarse como muy estilizado. El héroe en el género es aquel que «mantiene un estándar decente de conducta, que lucha por el rey y por la patria, que cree en la verdad y la justicia, y que defiende el honor de la dama». Estos valores son los mismos de los caballeros y por tanto las historias transcurren en general entre los siglos XI y XIX.

## Esgrima
La esgrima fue desde siempre un pilar de este género, y los duelos dramáticos eran a menudo parte fundamental de la historia. En ningún lugar es más evidente el papel de la esgrima que en las películas de capa y espada. Entre los instructores de esgrima más famosos se encontraban Henry Uyttenhove, Fred Cavens, Jean Heremans, Ralph Faulkner y Bob Anderson. Todos ellos habían tenido carreras en la esgrima deportiva.

## Bandas sonoras
- Erich Wolfgang Korngold ganó el Premio de la Academia de 1938 por la banda sonora de Las aventuras de Robin Hood. El Capitán Blood fue nominada a mejor banda sonora en 1935. En 1940 The Sea Hawk fue nominada a la mejor banda sonora original. Korngold era reconocido por su estilo compositivo romántico tardío y por asignarle a cada personaje su propio leitmotiv.
- Alfred Newman escribió la música de varias películas de capa y espada: El prisionero de Zenda (1937), la versión de 1940 de La marca del Zorro y The Black Swan de 1942 (nominada a Mejor banda sonora original). La película de 1940 La marca del Zorro fue nominada a un premio de la Academia a Mejor banda sonora original.
- Dimitri Tiomkin compuso la música para Cyrano de Bergerac (1950). Según el historiador de cine David Wallace, «sus características distintivas, claves enormes y ruidosas, temas propulsores de aventuras que aparentemente empleaban todos los instrumentos de metal que se hubiesen inventado alguna vez, y melodías fundidas y emocionalmente forjadas que acompañan las escenas románticas se convirtieron también en los recursos que habrían de usar casi todos los compositores de películas en adelante».[6]
- Hans Zimmer compuso la música de la serie de Piratas del Caribe, reinventando el estilo musical de capa y espada.

## Televisión
La televisión siguió a las películas, y la serie televisiva británica Las Aventuras de Robin Hood había producido ya 143 episodios para 1959 y se convertía en un éxito increíble tanto en e Reino Unido como en los Estados Unidos.
La producción televisiva británica en este género fue prolífica, e incluye The Buccaneers (1956–1957), The Adventures of Sir Lancelot (1956–1957), Sword of Freedom (1958), The Adventures of William Tell (1958), The Adventures of the Scarlet Pimpernel (ITV, 1956), The Count of Monte Cristo (ITV, 1956) y Gay Cavalier de George King (ITV, 1957), Quentin Durward (StudioCanal, 1971) y Sharpe (ITV, desde 1993).
La televisión norteamericana produjo dos series de El Zorro (1957 y 1990). Tras la película La Máscara del Zorro (1998), una serie televisiva sobre una heroína de capa y espada, la Reina de Espadas, se emitió en 2000.

## Películas notables
Películas con elementos de capa y espada que pueden considerarse precursoras del género cinematográfico:
- The Count of Monte Cristo (1908)
- Robin Hood and His Merry Men (1908), una película muda dirigida por Percy Stow, y la primera aparición de Robin Hood en la pantalla.
- Robin Hood (1912), una película muda protagonizada por Robert Frazer.
- The Prisoner of Zenda (1913)
- The Three Musketeers (1916), una película muda dirigida por Charles Swickard y protagonizada por Orrin Johnson, Dorothy Dalton y Louise Glaum.
- Kidnapped (1917) película muda dirigida por Alan Crosland y basada en la novela Secuestrado de Robert Louis Stevenson.

Películas de capa y espada propiamente:
- The Mark of Zorro (1920)
- The Three Musketeers (1921)
- Robín de los bosques (1922)
- The Eagle's Feather (1923), dirigida por Edward Sloman y protagonizada por James Kirkwood y Mary Alden
- The Sea Hawk (1924), dirigida por Frank Lloyd y basada en la novela homónima (El halcón del mar) de Rafael Sabatini
- Don Q, Son of Zorro (1925)
- The Black Pirate (1926)
- The Beloved Rogue (1927), dirigida por Alan Crosland y protagonizada por John Barrymore
- The Pirate of Panama (1928), serial dirigida por Ray Taylor y protagonizada por Jay Wilsey.
- La máscara de hierro (1929)
- The Three Musketeers (1933), serial dirigida por Armand Schaeffer y Colbert Clark
- El conde de Montecristo (1934)
- The Scarlet Pimpernel (1934)
- El capitán Blood (1935)
- The Bold Caballero (1936), dirigida por Wells Root y protagonizada por Robert Livingston como el Zorro y Heather Angel
- El prisionero de Zenda (1937)
- The Adventures of Robin Hood  (1938)
- The Man in the Iron Mask (1939), dirigida por James Whale y protagonizada por Louis Hayward
- The Sea Hawk (1940)
- El signo del Zorro (1940)
- The Son of Monte Cristo (1940), dirigida por Rowland V. Lee y protagonizada por Louis Hayward, Joan Bennett y George Sanders
- Películas de Sandokán (1941-1970)
- El cisne negro (1942)
- Captain Kidd (1945), dirigida por Rowland V. Lee y protagonizada por Charles Laughton, Randolph Scott y Barbara Britton
- The Exile (1947), dirigida por Max Ophuls y escrita y protagonizada por Douglas Fairbanks Jr.
- El pirata (1948)
- Los tres mosqueteros (1948)
- El burlador de Castilla (1948)
- El libertador (1950)
- El halcón y la flecha (1950)
- Cyrano de Bergerac (1950)
- Patala Bhairavi (1951) película télugu
- The Prince Who Was a Thief (1951), dirigida por Rudolph Maté y protagonizada por Tony Curtis y Piper Laurie
- Anne of the Indies (1951), dirigida por Jacques Tourneur y protagonizada por Jean Peters y Louis Jordan
- At Sword's Point (1952), dirigida por Lewis Allen y protagonizada por Cornel Wilde y Maureen O'Hara
- Fanfan la Tulipe (1952)
- Scaramouche (1952)

- Ivanhoe (1952)
- The Crimson Pirate (1952)
- The Golden Blade (1952), dirigida por Nathan Juran y protagonizada por Rock Hudson y Piper Laurie
- Against All Flags (1952)
- El prisionero de Zenda (1952)
- Blackbeard the Pirate (1952), dirigida por Raoul Walsh y protagonizada por Robert Newton, Linda Darnell y William Bendix
- The Master of Ballantrae (1953)
- The Moonraker (1958), dirigida por David MacDonald y protagonizada por George Baker, Sylvia Syms, Peter Arne y Marius Goring
- Los vikingos (1958)
- Cartouche (1962), dirigida por Philippe de Broca y protagonizada por Jean-Paul Belmondo y Claudia Cardinale
- La sombra del vengador (1962)
- El tulipán negro (1964)
- Coronel Wolodyjowski (1969)
- Malkoçoğlu Cem Sultan (1969)
- Los tres mosqueteros (1973)
- Los cuatro mosqueteros (1974)
- Zorro (1975), dirigida por Duccio Tessari y protagonizada por Alain Delon
- Robin y Marian (1976)
- Swashbuckler (1976), dirigida por James Goldstone y protagonizada por Robert Shaw, James Earl Jones, Peter Boyle, Genevieve Bujold, Beau Bridges y Geoffrey Holder
- Il corsaro nero (1976), dirigida por Sergio Sollima y protagonizada por Kabir Bedi, Carole André y Mel Ferrer
- Star Wars (1977)
- Los duelistas (1977)
- Krull (1983)
- Piratas (1986)
- The Princess Bride (1987)
- Robin Hood: Prince of Thieves (1991)
- Los tres mosqueteros (1993)
- Cutthroat Island (1995)
- Le Bossu (1997), dirigida por Philippe de Broca y protagonizada por Daniel Auteuil, Fabrice Luchini, Vincent Pérez y Marie Gillain.
- El hombre de la máscara de hierro (1998)
- The Mask of Zorro (1998)
- Con sangre y fuego (1999)
- The Musketeer (2001)
- The Lord of the Rings: The Fellowship of the Ring (2001)
- The Count of Monte Cristo (2002)
- Fanfan la Tulipe (2003)
- Pirates of the Caribbean: The Curse of the Black Pearl (2003)
- Sinbad: Legend of the Seven Seas (2003)
- Master and Commander: The Far Side of the World (2003)
- Casanova (2005)
- The Legend of Zorro (2005)
- Pirates of the Caribbean: Dead Man's Chest (2006)
- Alatriste (2006)
- Pirates of the Caribbean: At World's End (2007)
- Stardust (2007)
- 1612 (2007)
- Prince of Persia: The Sands of Time (2010)
- Pirates of the Caribbean: On Stranger Tides (2011)
- Los tres mosqueteros (2011)
- The Pirates! In an Adventure with Scientists! (2012)
- Baahubali: The Beginning (2015)
- Pirates of the Caribbean: Dead Men Tell No Tales (2017)
- Baahubali 2: The Conclusion (2017)
- Robin Hood (2018)
- Puss in Boots: The Last Wish (2022)
- Los tres mosqueteros: D'Artagnan (2023)
- Los tres mosqueteros: Milady (2023)